# Lunulariaceae
Lunulariaceae je porodica jetrenjarki koja čini samostalni red Lunulariales u razredu Marchantiopsida. Sastoji se od najmanje jednog roda s vrstom Lunularia cruciata.

## Rodovi
Rodovi su:
- Dichominum Neck. ex Trevis.
- !Lunularia Adans.
  - Lunularia cruciata (L.) Dumort. ex Lindb.
- *Marsilia Kuntze
- !Sedgwickia T.E. Bowdich
- !Selenia Hill
- *Staurophora Willd.